# Sylvia Hatchell
Sylvia Rhyne Hatchell (Gastonia, 28 febbraio 1952) è un'allenatrice di pallacanestro statunitense.

## Carriera
Dal 1986 è alla guida della squadra femminile dell'Università della Carolina del Nord a Chapel Hill; in precedenza ha allenato alla Francis Marion University. Nel 1994 ha vinto l'oro con la nazionale femminile statunitense alla William Jones Cup.
Dal 2013 fa parte del Naismith Memorial Basketball Hall of Fame.

## Palmarès
- Naismith College Coach of the Year (2006)
- Associated Press College Basketball Coach of the Year (2006)